# Anne Denolf
Anne Denolf (1969) is een Vlaamse actrice. Ze studeerde in 1991 af aan Studio Herman Teirlinck.

## Rollen
- Meester, hij begint weer! (1985) - als Leerlinge
- Maman (1990)
- Een maaltijd (1992)
- De Kotmadam (1991-1997, 2024) - als Samantha 'Sam' De Taeye
- Mexico ofzo (1996) - als Diana
- Sterke Verhalen (1997)
- Wittekerke (1998) - als Eliane Staes
- Deman (1998) - als Germaine Goris
- Hof van Assisen (1998) - als meester Van Acker
- Heterdaad (1999) - als Marie-Claire
- F.C. De Kampioenen (2000) - als dokter Saskia Engelen
- Recht op Recht (2000) - als Justine
- Team Spirit (2000) - als Rita
- Team Spirit - de serie I en II - als Rita (2003, 2005-2006)
- Team Spirit 2 (2003) - als Rita
- Oekanda (2005) - als Birgitta
- Katarakt (2008) - als Linda
- Halleluja! (2008) - als Suzanne
- LouisLouise (2009) - als Sofie Maertens
- Witse (2011) - als Herlinde Claeys
- Zone Stad (2011) - als Ingrid Vermanderen
- Voor wat hoort wat (2015) - als Lea
- Gevoel voor tumor (2018) - als verpleegster
- Professor T. (2018) - als café-uitbaatster Rita
- Geub (2019) - als Nicole
- Chantal (2022, 2025) - als Ria Schiettekatte
- Nonkels (2022) - als Fabienne
- Lisa (2023) - als dokter Corens
- De twaalf (2023) - als Lea (stem)
- Juliet (2024) - als sociaal assistente